# ロシアによるスームィ州占領
ロシアによるスームィ州の占領（ロシアによるスームィしゅうせんりょう）は、2022年2月24日にロシアがウクライナに侵攻し、スームィ州の一部を占領し始めた時から始まった軍事占領である。
州都のスームィは、ロシア軍に占領されることはなかったが（スームィの戦い）、コノトプやトロスティアネッツを含む他の一部都市は占領された。4月6日、ロシア軍はスームィ州を離れ、同州の軍事占領は終わりを迎えた。

## 占領

### コノトプ
2月25日、ロシア軍は、ロシア国境から90km離れたコノトプ市を占領した（コノトプの戦い）。
3月2日、コノトプ市長のアルテム・セミニクヒンは、住民が抵抗する場合、ロシア軍は市を砲撃すると市内のロシア軍から警告されたと述べた。市議会の外に配備されたロシアの車両は、地元の人々に囲まれた。セミニクヒンは市民に戦うのか降伏するのかどちらを望むか尋ねたところ、住民は「圧倒的に」降伏を拒否した。その日の午後、市当局はロシア軍と12分間交渉し、ロシア軍は市政府の変更、市内への部隊の配備、交通の妨害、ウクライナ国旗の撤去を行わないことを受け入れるという合意に達し、その見返りに、市当局は住民がロシア軍を攻撃しないことに同意した。
3月7日、ウクライナ軍参謀本部は、コノトプのロシア軍は、50パーセントの損失を被り、再編成と再補給を余儀なくされたと評価した。3月15日、ウクライナとロシア軍は、コノトプから市民を避難させるための人道回廊の開設で合意した。3月28日、ロシア軍はコノトプの橋を破壊した。
4月2日、ロシア軍がコノトプ・ラヨン（地区）に回廊を維持しており、キーウとチェルニーヒウからの装備を回廊を通ってロシアに引き揚げられるようにしていると報じられた。4月3日、ウクライナの国会議員オレクサンドル・カチューラは、全てのロシア軍がコノトプ地区を離れたとツイッターに投稿した。2022年4月4日、スームィ州知事のドミトロ・ジビツキーは、ロシア軍はもはやスームィ州のどの町や村も占領しておらず、殆どが撤退した一方で、ウクライナ軍が残存部隊を押し出すために働いていると述べた。
4月5日、ジビツキー知事は、コノトプ地区で少なくとも3人の拷問を受けた民間人の遺体が発見されたと述べた。

### トロスティアネッツ
3月1日、ロシア軍はトロスティアネッツを占領し（トロスティアネッツの戦い）、同市の軍事占領を開始した。

#### 軍事占領
ロシア軍司令部は、トロスティアネッツの主要鉄道駅に設立された。3月中旬、一部のロシア軍がロシアが支援する分離主義者の部隊と取って代わった。
約800人のロシア軍が同市を占領した。占領中、ウクライナの警察官は身分を隠して市内に留まり、地元の民間人とこの地域で活動しているパルチザン部隊の両方を支援した。ウクライナ軍は市の南の橋を破壊し、ロシア軍のウクライナ侵攻を遅らせた。付近の村に隠れた町の市長ユーリ・ボヴァは、街に留まらないという彼の決断に批判が寄せられたが、ボヴァはロシアの陣地への砲撃を含むウクライナの抵抗を調整し続けた。ロシア軍による民間人の処刑の報告が3月上旬に上がり始めた。

#### ウクライナの反撃
3月23日からウクライナは反転攻勢に転じ、3月26日までに同市を奪還した。戦闘中、町の病院が砲撃され、住民はロシア軍を非難した。市の郊外周辺での戦闘と砲撃の後、ロシア軍はウクライナ軍の到着前に一晩で大部分が撤退した。AFPの報告によると、破壊または損傷した戦車と装甲車は「1ダース」 にのぼった。ニューヨークタイムズは、ウクライナが同市を奪還した時までに食料が不足していたと報じた。
4月7日、スームィ州知事のドミトロ・ジビツキーは、全てのロシア軍がこの地域を離れたが、ロシア軍が残した爆発物が多くのエリアにあり、その多くはまだ調査されていないため、依然として安全ではないと述べた。